# I Borgia (miniserie televisiva)
I Borgia (The Borgias) è una miniserie televisiva realizzata dalla BBC e la Rai nel 1981, basata su un romanzo di Sarah Bradford e avente come soggetto la famiglia dei Borgia.

## Trama
Le dieci puntate di 50 minuti l'una partono con l'elezione di Alessandro VI nel 1492 e terminano con la violenta morte di Cesare nel 1507.

## Produzione
La miniserie ha come protagonisti Adolfo Celi nei panni di Alessandro VI, Oliver Cotton nei panni di Cesare Borgia e Anne Louise Lambert nel ruolo di Lucrezia.

## Accoglienza
La miniserie non è stata salutata positivamente dalla critica, risultando un insuccesso nella carriera del produttore Mark Shivas.